# 弗里蒙特 (紐約州沙利文縣)
弗里蒙特（英語：Fremont）是一個位於美國紐約州沙利文縣的鎮。

## 人口
根據2020年美國人口普查的數據，弗里蒙特的面積為132.70平方千米，當中陸地面積為130.40平方千米，而水域面積為2.30平方千米。當地共有人口1161人，而人口密度為每平方千米9人。